# 馬車軌距
馬車軌距，寬1372毫米，又稱蘇格蘭軌距，19世紀初主要用於蘇格蘭拉納克郡地區的鐵路。該軌距與部分較早期英格蘭修建的1422毫米軌距有所不同。早期鐵路各自選擇軌距，不過後來英國大不列顛全島統一改用標準軌，最終所有蘇格蘭境內的鐵路都統一改用標準軌。1903年起，東京都電車採用了馬車軌距，京王電鐵與函館市電隨後也採用了馬車軌距。都營地鐵新宿線受直通京王電鐵的影響，也採用馬車軌距。